# Silene pomelii
Silene pomelii là loài thực vật có hoa thuộc họ Cẩm chướng. Loài này được Batt. miêu tả khoa học đầu tiên năm 1891.